# Darrell Bay
Darrell Bay är en vik i Kanada.   Den ligger i provinsen British Columbia, i den sydvästra delen av landet, 3 500 km väster om huvudstaden Ottawa.
Runt Darrell Bay är det mycket glesbefolkat, med 6 invånare per kvadratkilometer.